# 博世宮
博世宮（西班牙語：Palacio Bosch）是一座位於阿根廷布宜諾斯艾利斯巴勒莫區一座具有重要建築意義的建築，現在為美國駐阿根廷大使的大使館。

## 概述
這座法國新古典主義豪宅是由伊莉莎和埃內斯托·博世於1910年委託建造。博世在擔任阿根廷駐法國大使六年後返回阿根廷，這對夫婦都出生於當地富有的地主家庭，由於希望重溫他們在巴黎所居住的歲月。他們委託法國建築師勒內·塞金特在當時靠近阿爾維亞大道北端的地方設計一座建築
博世於1914年辭去外交部長職務後，他與妻子投入了更多時間在這建築上，並與巴黎室內設計師安德烈·卡爾希安（André Carlhian）和景觀設計師阿基爾·杜尚和查爾斯·泰斯合作。
最終，佔地3,700平方公尺（40,000 平方英尺）的博世宮於1917年完工，在並美國大使羅伯特·伍茲·布利斯 (Robert Woods Bliss )的招待會上引起了他的興趣。大使曾向博世提出購買這座豪宅，而博世對出售它不感興趣，給出了高得離譜的價格。幾天后，大使帶著他的政府的肯定答復返回，博世感到有義務才接受。
1929年，該建築被博世家族以約300萬美元的價格賣給了美國國務院，用作美國駐阿根廷大使的大使館和住所。這座豪宅位於今天的自由通道大道，能夠俯瞰巴勒莫公園的景觀，在1969年現美國大使館竣工後，該建築物現在作為備用建築廳舍使用。

## 外部連結
- El Palacio Bosch （页面存档备份，存于） por Fabio Grementieri.
- Proyecto de Catalogación dentro del Código de Planeamiento Urbano de la Ciudad de Buenos Aires （页面存档备份，存于）
- Patrimonio y diplomacia Diario La Nación, 21 de enero de 2001

34°34′27″S 58°25′08″W / 34.57417°S 58.41889°W